# Grand Prix de la Ville de Rennes 1992
Il Grand Prix de la Ville de Rennes 1992, quattordicesima edizione della corsa e valida come evento UCI categoria 1.4, fu disputata il 5 aprile 1992 su un percorso di 193,1 km. Fu vinto dal francese Jean-Cyril Robin che terminò la gara in 4h44'04", alla media di 40,786 km/h.

## Ordine d'arrivo (Top 10)
| Pos. | Corridore            | Squadra       | Tempo    |
| ---- | -------------------- | ------------- | -------- |
| 1    | Jean-Cyril Robin     | Castorama     | 4h44'04" |
| 2    | Frank Van den Abeele | Lotto         | s.t.     |
| 3    | Rik Coppens          | Collstrop     | s.t.     |
| 4    | Thierry Claveyrolat  | Z             |          |
| 5    | Luc Dierickx         | Assur Carpets |          |
| 6    | Roland Leclerc       | Castorama     |          |
| 7    | Hendrik Redant       | Lotto         |          |
| 8    | Serge Baguet         | Lotto         |          |
| 9    | Willy Willems        | Collstrop     |          |
| 10   | Patrick Verschueren  | Lotto         |          |